# Kanton Pau-Sud
Der Kanton Pau-Sud war von 1973 bis 2015 ein französischer Wahlkreis im Arrondissement Pau, im Département Pyrénées-Atlantiques und in der Region Aquitanien. Sein Hauptort war Pau.

## Gemeinden
Der Kanton bestand aus vier Gemeinden und einem Teil der Stadt Pau (angegeben ist die Gesamteinwohnerzahl, im Kanton selbst lebten etwa 10.000 Einwohner):
| Gemeinde | Einwohner Jahr | Fläche km² | Bevölkerungsdichte | Code INSEE | Postleitzahl |
| -------- | -------------- | ---------- | ------------------ | ---------- | ------------ |
| Aressy   | 642 (2013)     | 2,15       | 299 Einw./km²      | 64041      | 64320        |
| Assat    | 1.799 (2013)   | 9,47       | 190 Einw./km²      | 64067      | 64510        |
| Bizanos  | 4.754 (2013)   | 4,42       | 1076 Einw./km²     | 64132      | 64320        |
| Meillon  | 887 (2013)     | 7,08       | 125 Einw./km²      | 64376      | 64510        |
| Pau      | 77.575 (2013)  | –          | – Einw./km²        | 64445      | 64000        |